# Дороті Вон
Дороті Джонсон Вон (20 вересня 1910 — 10 листопада 2008)  афро-американський математик і людина-комп'ютер, яка працювала на національний консультативний Комітет з Аеронавтики (НАКУ), і НАСА в Ленглі дослідного центру в Хемптон, штат Вірджинія. У 1949 році вона стала виконуючим обов'язки керівника комп'ютерів Західного району, першою афро-американською жінкою, що контролювала працівників центру.
Пізніше вона офіційно обійняла цю посаду. Вона пізніше очолила секцію програмування відділу аналізу і розрахунку (ACD) в Ленглі.

## Ранні роки
Вон народилася 20 вересня 1910 року, в Канзас-Сіті, штат Міссурі, дочка Енні і Леонард Джонсона. Її сім'я переїхала в Західну Вірджинію, де вона закінчила школу в 1925 році. Вона закінчила університет зі ступенем бакалавра з математики в 1929 році, розташованого в Уїлберфорс, штат Огайо.

## Кар'єра
Вон незабаром почала працювати викладачем. Вона хотіла допомогти своїй родині під час Великої депресії. Дороті вийшла заміж за Ховард Вон-молодшого в 1932 році, у пари було шестеро дітей.
У 1943 році Вон почала розвивати 28-річну кар'єру математика і програміста в Науково-дослідному центрі Ленглі. Вона спеціалізувалася на розрахунках по траєкторії польоту, комп'ютерного програмування мовою FORTRAN. Один з її дітей також пізніше працював в НАСА.
Після коледжу, Вон працювала учителем математики середньої школи у Вірджинії.
У 1943 році Вон почала працювати в НАСА, в числі жінок математиків, які виконували складні розрахунки. Вон була призначена на Захід району дослідного центру Ленглі в Хемптоні, штат Вірджинія. Ця група складалася з афро-американських жінок, які робили складні математичні розрахунки вручну, використовуючи інструменти того часу.
Їхня робота розвивалася в післявоєнні роки для підтримки наукових досліджень і проектування для космічної програми Сполучених Штатів. Вон перейшла в область електронної обчислювальної техніки в 1961 році, після того, як НАСА ввела перші цифрові комп'ютери до центру. Вон володіла комп'ютерним програмуванням, навчаючи себе FORTRAN і вчила його своїх колег, щоб підготувати їх до переходу. Вона сприяла розробці космічної програми.
У 1949 році Вон була призначена виконуючим обов'язки глави керівника комп'ютерів Західного району, переймаючи цю посаду від білої жінки, яка померла. Вона була однією з небагатьох жінок-керівників. Вон керувала групою, що складається виключно з афро-американських жінок математиків.
Вон працювала у відділі чисельних методів 1960-ті роки. Пізніше вона стала частиною Відділу аналізу і розрахунку (ACD). Вона працювала в НАСА Ленглі в цілому двадцять вісім років.

## Останні роки
Вон пішла з НАСА в 1971 році, у віці 60 років. Вона жила до 10 листопада 2008 року, померла у віці 98.
Вон була членом Альфа Каппа Альфа, афро-американського жіночого клубу. Вона також була активним членом Африканської методистської єпископальної церкви, де вона брала участь в музичній та місіонерській діяльності.